# Noord-Amerika

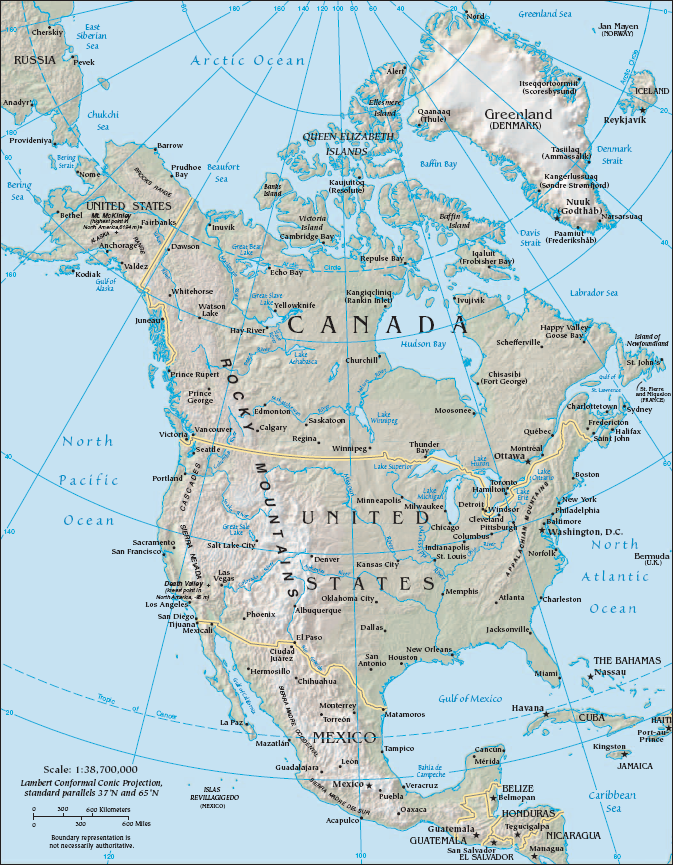
Kaart: The World Factbook CIA

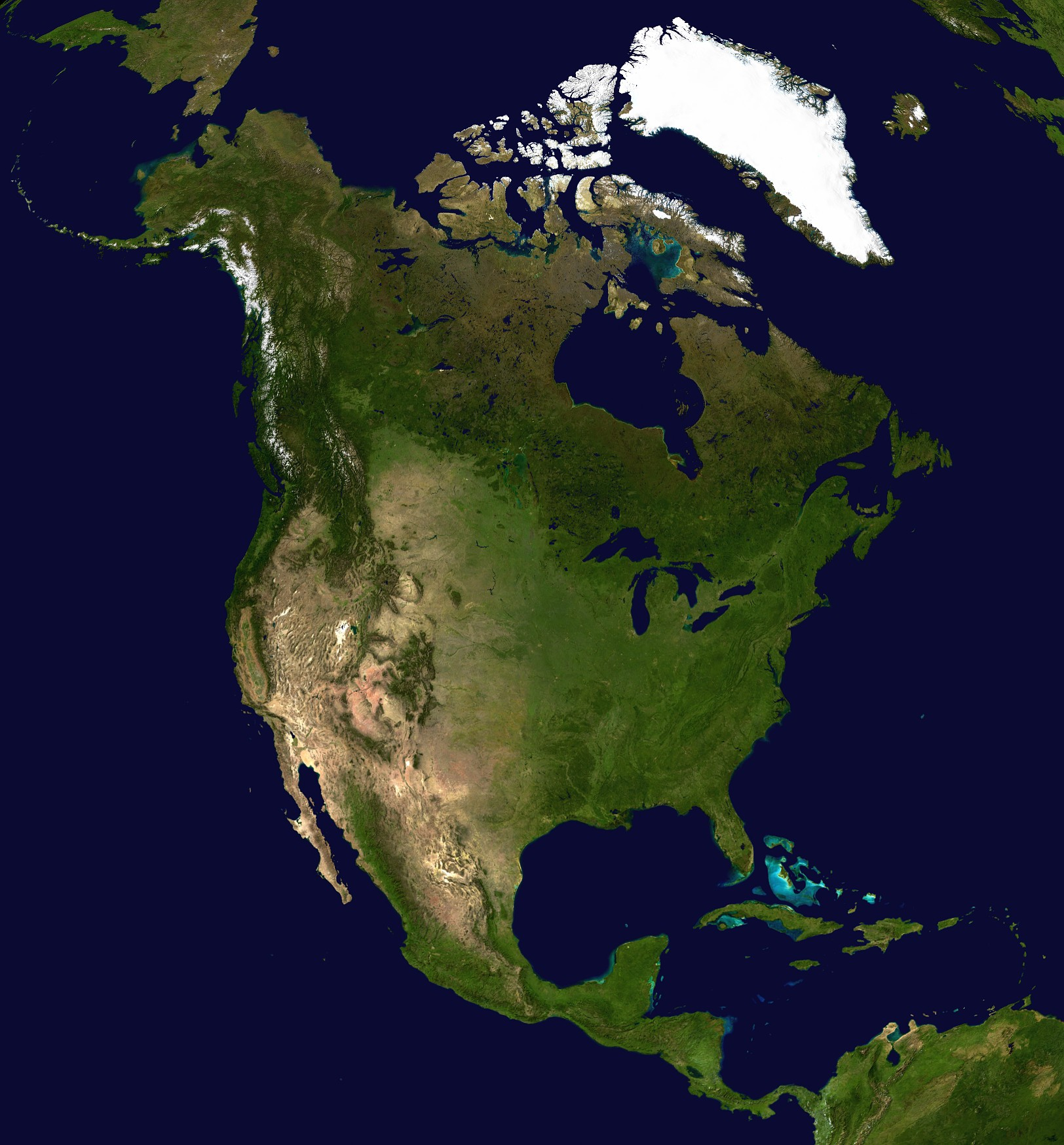
Satellietafbeelding van Noord-Amerika

Noord-Amerika is een continent dat volledig op het noordelijk halfrond ligt en helemaal binnen het westelijk halfrond. Het wordt beschouwd als een noordelijk subcontinent van de Amerika's. Het wordt in het noorden begrensd door de Noordelijke IJszee, in het oosten door de Atlantische Oceaan, in het westen en zuiden door de Grote Oceaan en in het zuidoosten door Zuid-Amerika en de Caraïbische Zee.
Noord-Amerika heeft een oppervlakte van ongeveer 24.709.000 km², ongeveer 4,8% van de oppervlakte van de Aarde of ongeveer 16,5% van het landoppervlak. Het aantal inwoners van Noord-Amerika wordt geschat op bijna 579 miljoen mensen (2016) verdeeld over 23 onafhankelijke staten. Noord-Amerika is het op twee na grootste continent qua oppervlakte, na Azië en Afrika. Het is het op drie na grootste qua werelddeelbevolkingsaantal na Azië, Afrika en Europa.

## Naam

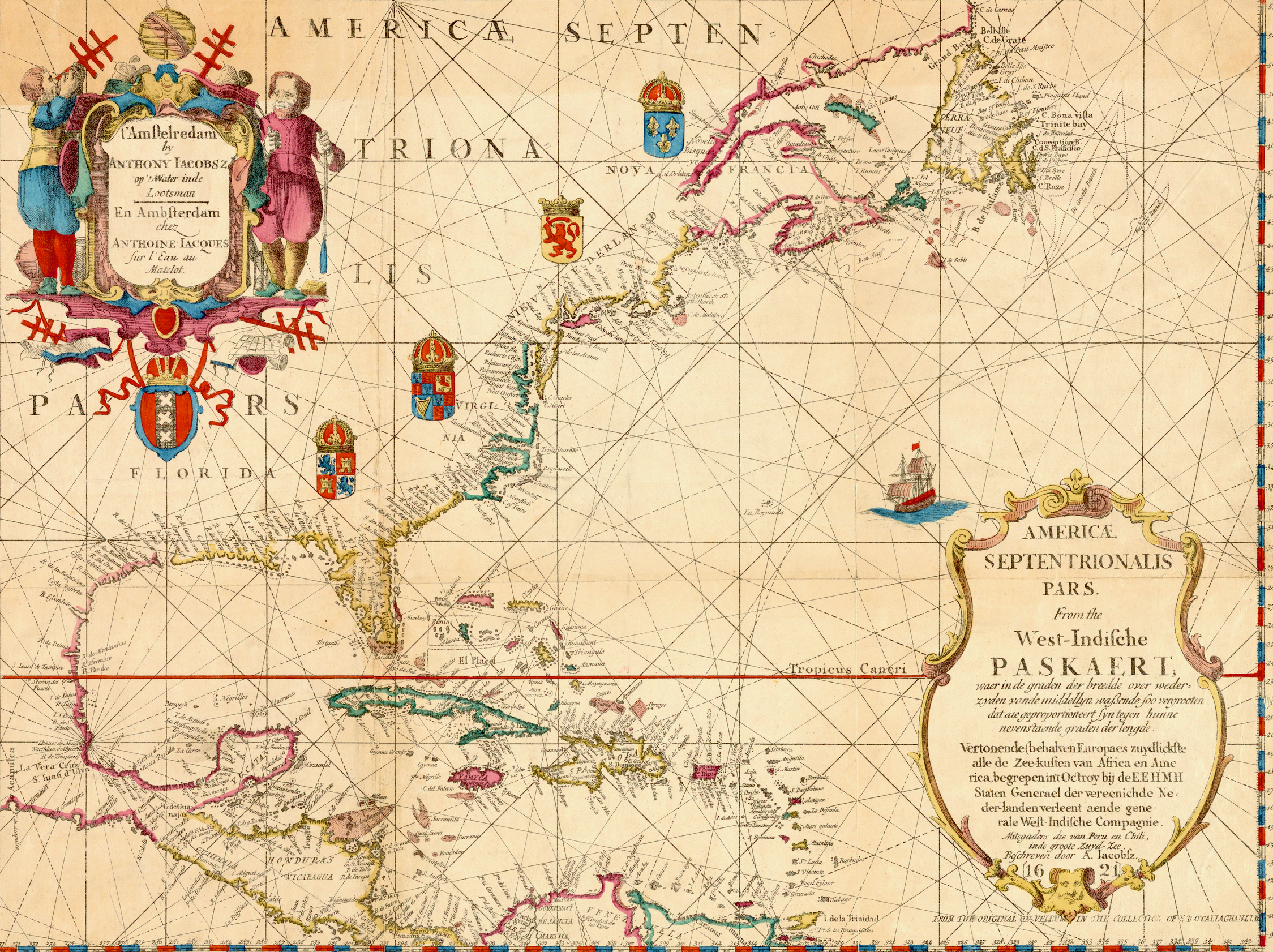
Kaart van Noord-Amerika uit de 16e eeuw

De naam van het continent Noord-Amerika is door de Duitse cartografen Martin Waldseemüller en Matthias Ringmann ontleend aan de naam van de Italiaanse ontdekkingsreiziger Amerigo Vespucci.

## Landen en gebieden
Tot Noord-Amerika behoren geografisch gezien de volgende gebieden:

### Onafhankelijke landen
- Antigua en Barbuda
- Bahama's
- Barbados
- Belize
- Canada
- Costa Rica
- Cuba
- Dominica
- Dominicaanse Republiek
- El Salvador
- Grenada
- Guatemala
- Haïti
- Honduras
- Jamaica
- Mexico
- Nicaragua
- Panama
- Saint Kitts en Nevis
- Saint Lucia
- Saint Vincent en de Grenadines
- Trinidad en Tobago[bron?]
- Verenigde Staten

IJsland ligt zowel op de Noord-Amerikaanse als op de Europese tektonische plaat. Geologisch gezien kan de westelijke helft van het eiland daarom tot Noord-Amerika worden gerekend.

### Afhankelijke gebieden
- Verenigd Koninkrijk (Anguilla, Bermuda, Britse Maagdeneilanden, Kaaimaneilanden, Montserrat, Turks- en Caicoseilanden).
- Denemarken (Groenland).
- Frankrijk (overzeese departementen Guadeloupe en Martinique en gemeenschappen Saint-Barthélemy, Sint-Maarten en Saint-Pierre en Miquelon).
- Koninkrijk der Nederlanden (Aruba, Bonaire, Curaçao, Saba, Sint Eustatius en Sint Maarten).[bron?]
- Verenigde Staten (Amerikaanse Maagdeneilanden, Navassa en Puerto Rico).

## Geografie
Het continent wordt in het noorden begrensd door de Noordpooloceaan, in het westen door de Grote Oceaan en de Beringzee en in het oosten door de Atlantische Oceaan en de Golf van Mexico. In het zuiden wordt het continent gescheiden van Zuid-Amerika door de landengte van Panama en diens kanaal.
De kustlijn van het vasteland van het continent is lang en onregelmatig. Na de Golf van Mexico is de Hudsonbaai veruit de grootste watermassa binnen het continent; andere watermassa's zijn de Saint Lawrencebaai en de Golf van Californië (Zee van Cortés). Er liggen talrijke grote en kleine eilanden langs de kust van het continent, waaronder Groenland, de noordpoolarchipel en de Antillen.
Het westen van het continent bestaat uit een grote cordillera (Noord-Amerikaanse Cordillera), die bestaat uit verschillende bergketens. De belangrijkste daarvan zijn de Rocky Mountains, de Coast Mountains, het Alaskagebergte, de Sierra Nevada en de Sierra Madre. Het hoogste punt van Noord-Amerika is de Denali in de Alaska Range (6194 m). Het laagste punt (86 m onder zeeniveau) ligt eveneens in de Noord-Amerikaanse cordillera: in Death Valley, Californië.
Het Missouri-Mississippi riviersysteem is met 6020 kilometer het langste van Noord-Amerika. Samen met de rivier de Ohio en talrijke andere zijrivieren, is het het grootste continentale watersysteem van de wereld. Andere belangrijke rivieren zijn de Colorado, Columbia, Delaware, Mackenzie, Nelson, Rio Grande, Saint Lawrence, Susquehanna en Yukon. Het Bovenmeer (82.414 km²), het meest westelijke meer van de Grote Meren, is het grootste meer van het continent. De Saint Lawrencezeeweg, die de Saint Lawrence en de Grote Meren verbindt, stelt oceaanschepen in staat om tot het hart van Noord-Amerika door te dringen.

## Klimaat

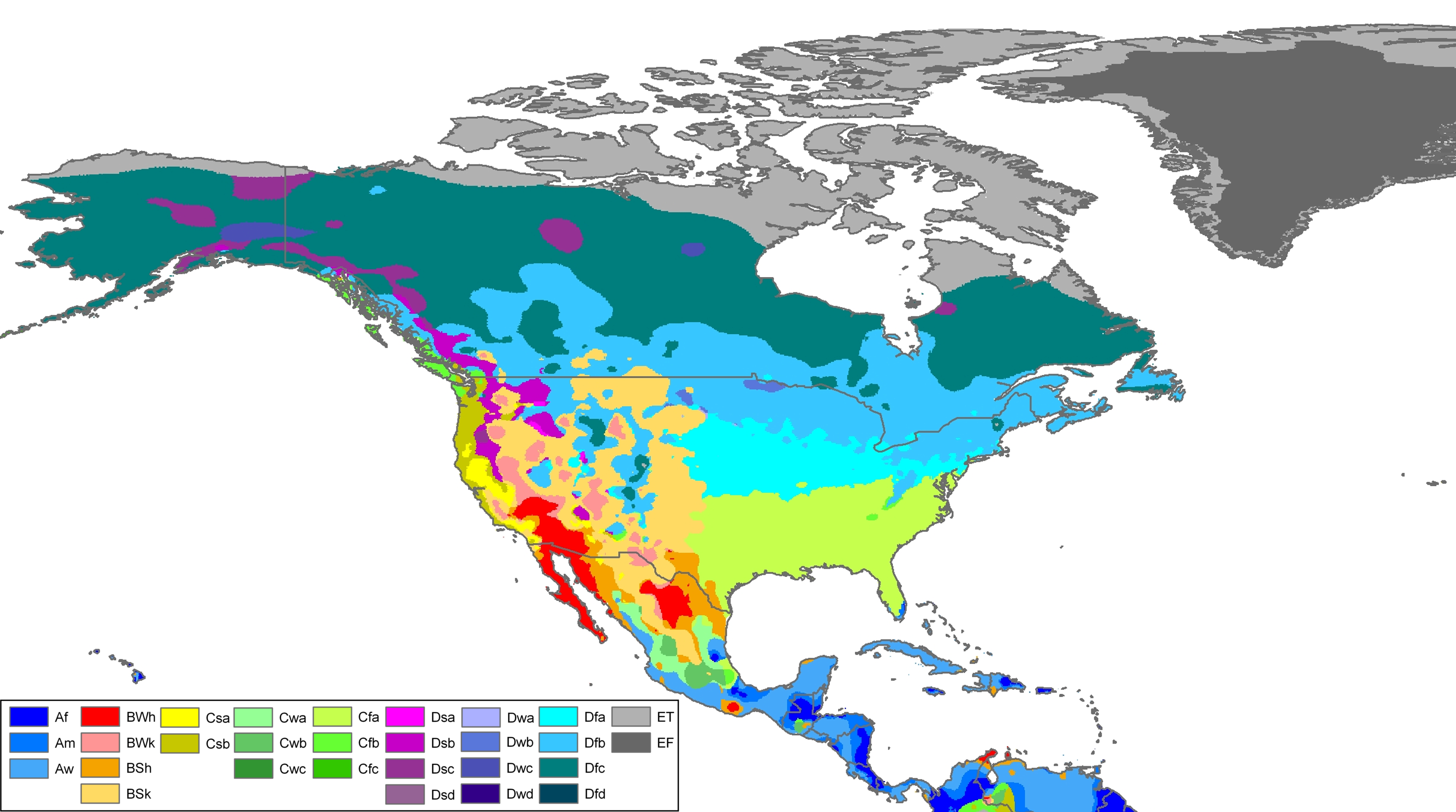
Recente kaart van de klimaatclassificatie van Köppen-Geiger

Noord-Amerika, dat minder dan 10° van zowel de evenaar als de noordpool is verwijderd, heeft een gevarieerd klimaat, van een tropisch klimaat in de regenwouden en savanne in de laaglanden van Centraal-Amerika tot gebieden waar permanent ijs ligt in Centraal-Groenland. Op de toendra's in het noorden van Canada en het noorden van Alaska heerst een subarctisch klimaat, terwijl er op het continent ook woestijnen te vinden zijn. Toch heeft een groot deel van het continent een land- of zeeklimaat, wat niet zeer gunstig is voor de landbouw.

## Bevolking
Hoewel de bevolking van Canada en de Verenigde Staten nog grotendeels een Europese oorsprong heeft, wordt zij steeds meer een mengelmoes van allerlei culturen; veel mensen zijn er vanuit Azië, Latijns-Amerika en Afrika geïmmigreerd. Ook is de verstedelijking drastisch toegenomen; ongeveer 74% van de inwoners van het continent woont in stedelijke gebieden. Een groot deel van de bevolking heeft zich geconcentreerd in en rond grote agglomeraties.
De bevolking van Mexico, ongeveer 60% van Europese en inheems-Amerikaanse oorsprong, is ook steeds meer naar de steden getrokken (ongeveer 72%). De grootste stedelijke agglomeraties op het continent zijn Mexico-Stad, New York, Los Angeles en Chicago.
De totale bevolking wordt geschat op 528.720.000 (juli 2008). Er wordt verondersteld dat de eerste menselijke inwoners van Noord-Amerika van Aziatische oorsprong waren; zij staken 20.000 jaar geleden Alaska over en trokken toen zuidwaarts door de vallei van de rivier de Mackenzie. De Europese ontdekking en nederzetting in Noord-Amerika dateren uit de 10e eeuw, toen Noormannen (986) enkele eeuwen een kolonie hadden in Groenland. Hoewel het bewijsmateriaal fragmentarisch is, bereikten zij kortstondig Oost-Canada rond het jaar 1000 onder leiding van Leif Eriksson. Van groter effect op de verdere geschiedenis van het continent waren de ontdekkingsreizen van Christoffel Columbus in 1492 en John Cabots reizen naar Oost-Canada (1497). Daarnaast hebben Portugese en Franse expedities een grote invloed gehad op het continent.

## Geologie

Geologische kaart van Noord-Amerika

### Canada
Geologisch gezien is Canada een van de oudste regio's in de wereld. Meer dan de helft van de regio bestaat uit gesteenten uit het Precambrium die boven de zeespiegel zijn sinds het begin van het Paleozoïcum. Canada's minerale rijkdommen zijn divers en uitgebreid. Op het Canadees Schild en in het noorden zijn er grote ijzer-, nikkel-, zink-, koper-, goud-, lood-, molybdeen- en uraniumreserves. Grote diamantconcentraties zijn recentelijk ontwikkeld in het poolgebied en maken van Canada een van 's werelds grootste diamantproducenten. Over het gehele Schild zijn er voor het extraheren van deze mineralen veel mijnbouwsteden. De grootste en bekendste daarvan is Sudbury (Ontario). Sudbury is overigens een uitzondering: er zijn belangrijke aanwijzingen dat het Sudbury Basin een oude inslagkrater is. Het nabijgelegen, maar minder bekende Temagami Magnetic Anomaly heeft opvallende overeenkomsten met het Sudbury Basin. De magnetische anomalieën zijn zeer vergelijkbaar met het Sudbury Basin, wat betekent dat het een tweede metaalrijke inslagkrater kan zijn.
Het Schild wordt bedekt door uitgestrekte boreale bossen, die belangrijk zijn voor de houtkapindustrie.

### Verenigde Staten
De aaneengesloten staten kunnen worden onderverdeeld in vijf fysiografische provincies:
- De Amerikaanse cordillera
- Het Canadese Schild
- Het stabiele platform
- De kustvlakte
- De gebergtevorming van de Appalachen

De geologie van Alaska is een typisch voorbeeld van die van de cordillera, terwijl de grote eilanden van Hawaï bestaan uit Neogeen vulkanen ontstaan boven een hotspot.

### Midden-Amerika

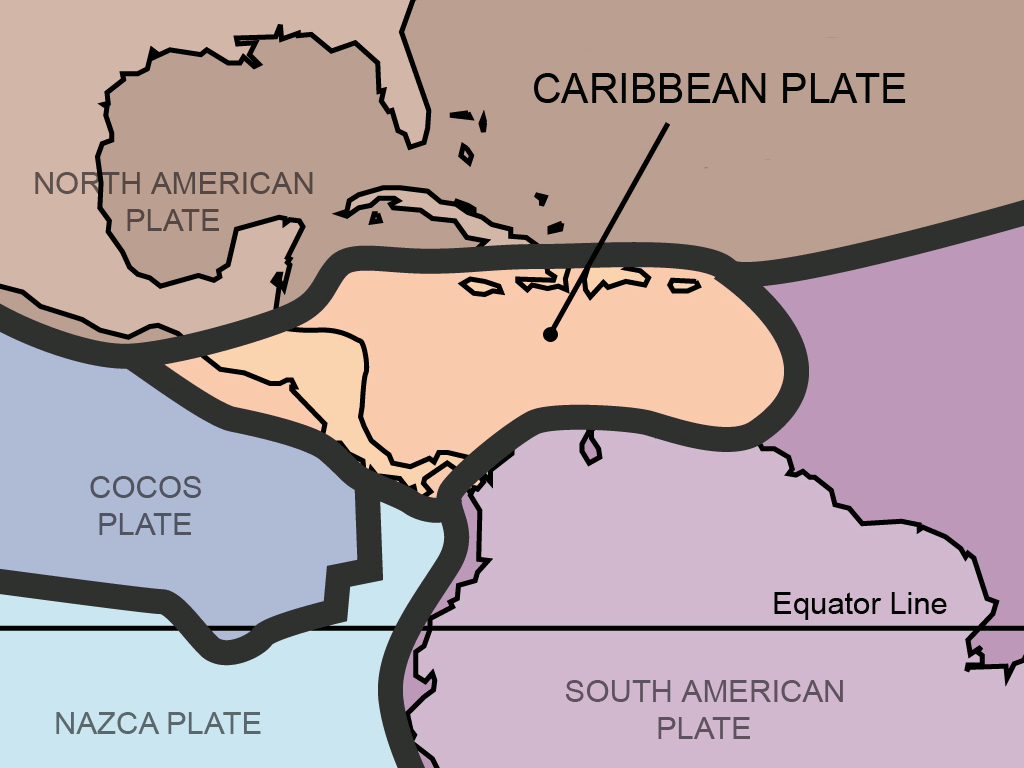
Midden-Amerika ligt op de Caribische Plaat.

Midden-Amerika is geologisch actief met vulkaanuitbarstingen en aardbevingen doen zich van tijd tot tijd voor. In 1976 werd Guatemala getroffen door een grote aardbeving met 23.000 doden. Managua, de hoofdstad van Nicaragua, werd verwoest door aardbevingen in 1931 en 1972, waarbij de laatste het leven kostte van ongeveer 5000 mensen. Drie aardbevingen verwoestten El Salvador, één in 1986 en twee in 2001. In 2009 richtte een aardbeving grote schade aan in het noorden en midden van Costa Rica.
Vulkanische uitbarstingen komen vaak voor in de regio. In 1968 barstte de Arenal in Costa Rica uit met 87 doden als gevolg. De vruchtbare gronden van verweerde vulkanische lava hebben het mogelijk gemaakt om de dichte bevolking met de productieve hooglandgebieden te ondersteunen.
Midden-Amerika heeft diverse bergketens. De langste zijn de Sierra Madre van Chiapas, de Cordillera Isabelia en de Cordillera de Talamanca. Tussen de bergketens liggen vruchtbare valleien die geschikt zijn voor de bevolking. In feite woont het grootste deel van de bevolking van Honduras, Costa Rica en Guatemala in valleien. De valleien worden ook gebruikt voor de productie van koffie, bonen en andere gewassen.

## Economie
De uitgebreide landbouwsector van Noord-Amerika (vooral in Canada en de Verenigde Staten) is het resultaat van zowel gunstige klimatologische omstandigheden, vruchtbare gronden, als technologie. De irrigatie heeft bepaalde dorre en semiaride gebieden in productieve oasen veranderd. Noord-Amerika produceert het grootste deel van het graan, vlees, katoen, sojabonen, tabak en tarwe van de wereld. Ook wordt er een verscheidenheid van ander voedsel en industriële grondstoffen en gewassen geproduceerd. Delfstoffen zijn ook overvloedig, vooral steenkool, ijzererts, bauxiet, koper, aardgas, aardolie, kwik, nikkel, potas en zilver.
De vroeger grote industriesector is meer en meer vervangen door de dienstensector.

## Infrastructuur

### Autowegen

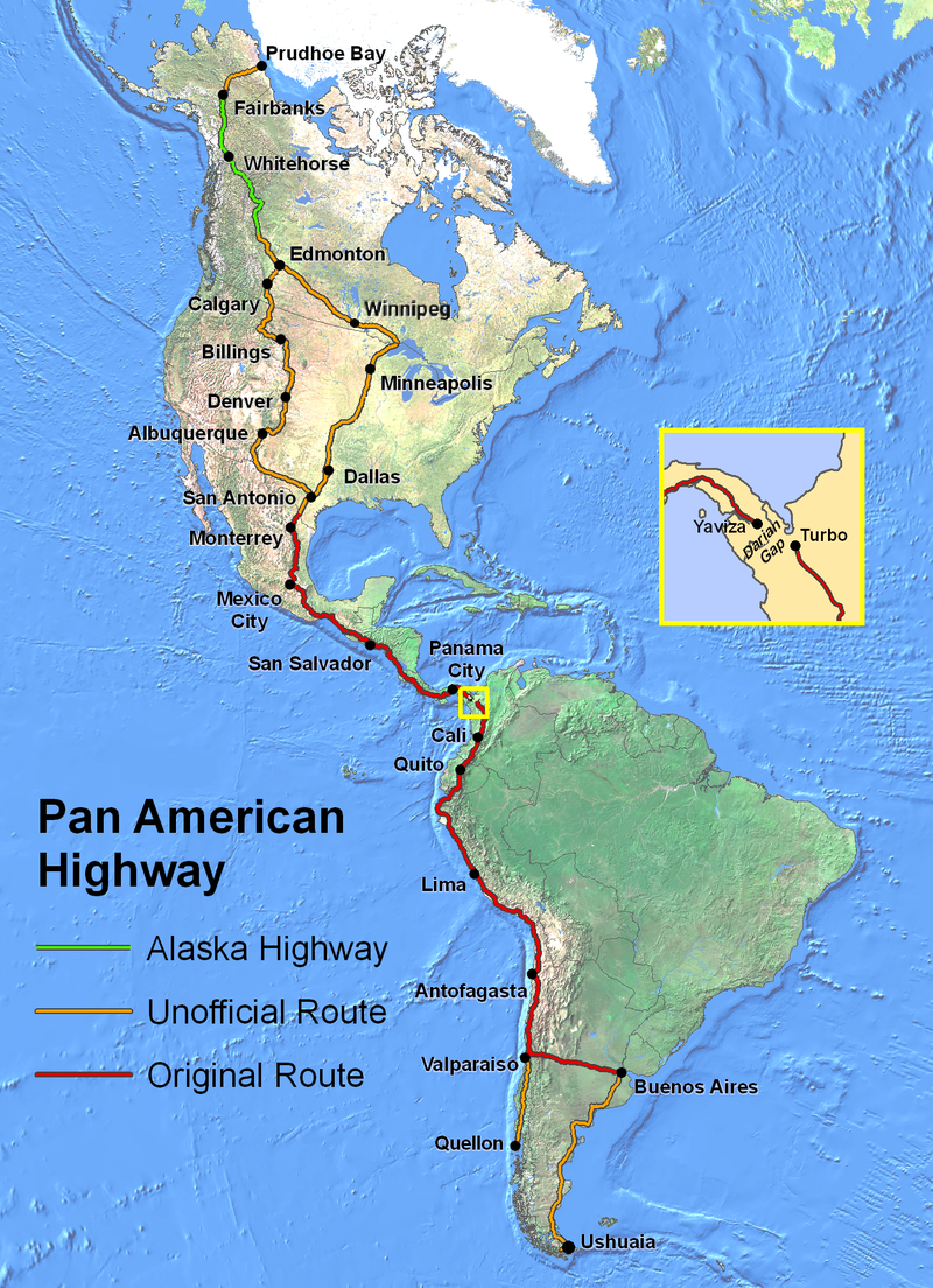
De gehele Pan-Amerikaanse weg, (inclusief Zuid-Amerika), van Prudhoe Bay (Alaska) tot Ushuaia (Argentinië).

De route van de Pan-Amerikaanse weg in Noord-Amerika is het deel van een netwerk van wegen van bijna 48.000 km lang, dat loopt over het vasteland van de Amerika. Er bestaat formeel geen vaste lengte van de Pan-Amerikaanse weg, omdat de Amerikaanse en Canadese regeringen nooit officieel hebben gedefinieerd welke specifieke routes deel uitmaken van de Pan-American Highway en Mexico officieel vele takken heeft die verbinding maken met de Amerikaanse grens. De totale lengte van het Noord-Amerikaanse deel van de snelweg bedraagt echter ongeveer 27.000 km.

### Communicatie
Verschillende Noord-Amerikaanse landen werken samen in een gedeeld telefoonsysteem, bekend als het Noord-Amerikaanse nummeringsplan (NANP), dat een geïntegreerd telefoonnummerplan is voor 24 landen en gebieden: de Verenigde Staten en hun territoria, Canada, Bermuda en 17 Caribische landen.
Noord-Amerika ·
Midden-Amerika (Centraal-Amerika) ·
Zuid-Amerika

Anglo-Amerika ·
Franco-Amerika ·
Ibero-Amerika ·
(Hispano-Amerika ·
Portugees-Amerika) ·
Latijns-Amerika

Antillen ·
Caraïben ·
Guyana ·
Meso-Amerika ·
West-Indië ·
Zuidkegel
Antigua en Barbuda · Bahama's · Barbados · Belize · Canada · Costa Rica · Cuba · Dominica · Dominicaanse Republiek · El Salvador · Grenada · Guatemala · Haïti · Honduras · Jamaica · Mexico · Nicaragua · Panama · Saint Kitts en Nevis · Saint Lucia · Saint Vincent en de Grenadines · Trinidad en Tobago · Verenigde Staten

Land van het Koninkrijk der Nederlanden: Aruba · Curaçao · Sint Maarten

Nederlands openbaar lichaam: Bonaire · Sint Eustatius · Saba

Frans overzees departement: Guadeloupe · Martinique

Overzees gebied van het Verenigd Koninkrijk: Anguilla · Bermuda · Britse Maagdeneilanden · Kaaimaneilanden · Montserrat · Turks- en Caicoseilanden

Overige gebieden: Amerikaanse Maagdeneilanden · Clipperton · Groenland · Puerto Rico · Saint-Barthélemy · Saint-Martin · Saint-Pierre en Miquelon